# Бутовт
Бутовт (лит. Butautas, в католичестве — Генрих; ум. 7 мая 1380) — князь дорогичинский, сын князя жемайтского и трокского Кейстута, внук великого князя литовского Гедимина.

## Биография
Получил во владение от своего отца Кейстута Дорогичин. В 1365 году князь Бутовт возглавил заговор литовских дворян против своего отца Кейстута. Бутовт вступил в тайные переговоры с тевтонскими крестоносцами и заявил о готовности принять католическое крещение и вступить в союз с Тевтонским орденом. Виленский наместник, боярин Дирсун, сторонник Кейстута, арестовал Бутовта и заключил его в одну из пограничных крепостей до дальнейших распоряжений Кейстута. Боярин Сурвилл, сторонник Бутовта, служивший посредником в переговорах с крестоносцами, хитростью овладел крепость и освободил пленного князя. Боярин Дирсун был убит заговорщиками. Бутовт со своими соратниками скрылся во владениях тевтонских рыцарей.
25 июля 1365 года в Кёнигсберге в присутствии самого великого магистра и знатных иноземных гостей литовский князь Бутовт принял римско-католическое крещение под именем Генриха. Вместе с ним были крещены боярин Сурвилл и остальные соратники.
В августе 1365 года Бутовт-Генрих участвовал в большом крестовом походе на Великое княжество Литовское. Великий магистр рассчитывал, вероятно, на поддержку со стороны партии, преданной князю Бутовту, выступил в поход на литовские приграничные земли. Крестоносцы вступили в Жемайтию и опустошили территорию в междуречье Невяж и Святая. Рыцари подступили к Вильне. Комендант столицы, вызванный магистром на переговоры, отказался сдать город. Бутовт не получил поддержки своих соотечественников. Тевтонские рыцари-крестоносцы опустошили области Кернаве и Майшегола. Великий магистр, проведя 13 дней на литовской территории, быстро вернулся в Пруссию.
Между 1365 и 1368 годами Бутовт-Генрих покинул прусские владения Тевтонского ордена и прибыл ко двору германского императора и чешского короля Карла IV Люксембургского в Праге, от которого получил титул герцога и земельные владения.
В 1368, 1370, 1374, 1377 и 1380 годах Бутовт-Генрих (Henricus dux Lithuanie) упоминается при дворе германских императоров Карла IV и Вацлава IV. В мае 1380 года Бутовт скончался и был похоронен в августинском костёле св. Фомы в Праге.
В феврале 1381 года из Литвы в Пруссию бежал его сын Вайдута Бутовтович, который принял католическую веру и направился ко двору чешского короля.